# The Caretaker's Daughter
The Caretaker's Daughter è una comica muta del 1925 diretta da Leo McCarey con protagonista Charley Chase.
Il film fu distribuito il 11 ottobre 1925.